# Karl Schönherr

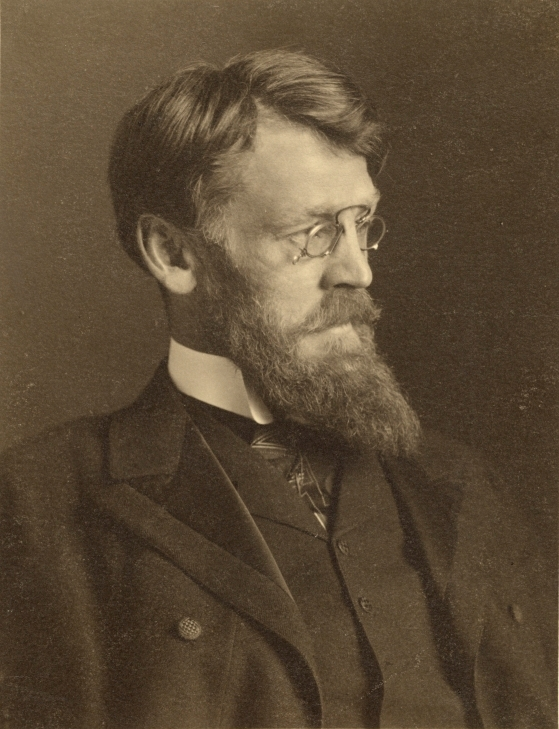
Karl Schönherr.

Karl Schönherr, född den 24 februari 1869 i Axams, Tyrolen, död den 15 mars 1943 i Wien, var en österrikisk författare.
Schönherr studerade medicin i Wien, där han blev medicine doktor och livnärde sig som praktiserande läkare. Schönherrs författarskap omfattar dels ett band dikter på landsmål från hans hemtrakt, Innthaler Schnalzer (2 upplagor 1895), noveller och skisser från Tyrolen, Allerhand Kreuzköpf (samma år; 3:e upplagan 1911), Caritas (1904; 6:e upplagan 1911) och 
Aus meinem Merkbuch (1911; svensk översättning "Ur min anteckningsbok", 1912), samt arbeten för scenen: Die Bildschnitzer (1900; 5:e upplagan 1911), Sonnwendtag (1902; 5:e upplagan 1911), Karrnerleut (1904), Familie (1905), Erde (1907; 5:e upplagan 1911), Das Königreich (1908; 2:a upplagan 1910), Glaube und Heimat (1910; "För hem och tro", uppförd i Stockholm 1912), Die Trenkwalder (1914), Der Weibsteufel (6 upplagor 1915; "Kvinnodjäfvuln", uppförd i Stockholm 1916) och Volk in Not (samma år). 
Ruben Berg skriver i Nordisk familjebok: "S. är djupt rotad i sin hembygd, hans lyriska och berättande småsaker ge ypperliga bilder af dess kuriösa och originella människor. Äfven hans tidigaste dramatiska arbeten rörde sig inom en inskränkt, lokal sfär och skördade ett bifall, som icke sträckte sig öfver intresset för stoffet. Hans senare stycken däremot, som med stegradt herravälde öfver tekniken och mycket fördjupad psykologi behandla allmänmänskliga problem, ha väckt stort uppseende icke blott inom det tyska språkområdet, där deras framgång vuxit till stora mått och inbragt sin författare Schillerpriset, 4,000 mark ur Eduard-Bauernfeldstiftelsen m. m. Helgjutna, naturtrogna gestalter, gripande, stora konflikter, betydande kraft i framställningen och äkthet i känslan förklara den verkan, hvarmed S:s skådespel gjort sig gällande."